# Stefano di Francesco
Stefano di Francesco (Firenze, ... – 1427) è stato un pittore italiano.

## Biografia
Probabilmente morì giovane, quando lasciò un figlio di cinque anni. Gli sopravvisse di vent'anni il suocero, il pittore Giuliano Pesello (1367 -1446) che allevò il nipote, Pesellino (1422-1457), il più illustre dei tre. Non si sa nulla della pittura di Stefano di Francesco. 